# 테메레르 시리즈
《테메레르》(Temeraire)는 폴란드계 미국인 소설가 나오미 노빅의 판타지 장편소설 시리즈이다. 나폴레옹 전쟁 당시, 19세기 초반인 1805년의 유럽을 배경으로 하여 영국군 장교 로렌스와 중국 출신의 용 테메레르를 주인공으로 한 모험 이야기이다. 이 소설은 ‘만약 용이 있었다면 역사는 어떻게 바뀌었을까’하는 상상에서 출발한 대체 역사 소설이기도 한데, 실제로는 나폴레옹이 러시아 침공에 실패하여 패망했지만 소설 속에서는 러시아 침공에 성공하기도 하며, 당시 각국의 세력 구도가 실제 역사와 다르게 설정되어 있기도 하다. 참신한 구성과 개성있는 인물들, 공중전에 대한 세세한 묘사 등으로 큰 호평을 받았다.
2012년에 영화화가 확정되었다.
영화화 하기 위해 피터 잭슨 감독이 판권을 구매했으나 다시 저자에게 넘어갔다.

## 시리즈
| 출간 일자                     | 제목                 | 원제                 |
| ----------------------------- | -------------------- | -------------------- |
| 2007년 7월 2일 (한국출시일)   | 《왕의 용》          | His Majesty's Dragon |
| 2007년 9월 20일 (한국출시일)  | 《군주의 자리》      | Throne of Jade       |
| 2007년 12월 10일 (한국출시일) | 《흑색 화약 전쟁》   | Black Powder War     |
| 2008년 4월 1일 (한국출시일)   | 《상아의 제국》      | Empire of Ivory      |
| 2008년 10월 20일 (한국출시일) | 《독수리의 승리》    | Victory of Eagles    |
| 2010년 11월 5일 (한국출시일)  | 《큰 바다뱀들의 땅》 | Tongues of Serpents  |
| 2013년 1월 25일 (한국출시일)  | 《황금의 도시》      | Crucible of Gold     |
| 2017년 5월 30일 (한국출시일)  | 《폭군들의 피》      | Blood of Tyrants     |
| 2018년 6월 20일 (한국출시일)  | 《용들의 연합》      | League of Dragons    |

## 줄거리

### 1부. 왕의 용
영국군 해군 장교인 윌리엄 로렌스가 프랑스 군함을 포획하여, 셀레스티얼 품종의 용알을 발견하고 부화시킨다. 로렌스는 그 알에서 부화한 용을 테메레르라 이름 붙이고, 그 용의 비행사가 된다. 1권에서는 용과 주요 등장인물들에 대한 묘사가 중점적으로 나온다.

### 2부. 군주의 자리
중국 왕자인 용싱 왕자는 왕족의 용인 테메레르가 외국인인 로렌스 손에 들어갔다는 소식을 듣고 반환을 요구한다. 용싱 왕자는 테메레르를 왕족 소년에게 부여하여 황제의 자리를 노리는 것이었다. 테메레르에게는 쌍둥이 추안이라는 용이 있는데, 중국 황실에서는 다른 사람이 황제가 되면 안돼니 테메레르를 프랑스로 보낸 것이었다.영국대사인 해먼드는 이를 알아체고 로렌스를 형식상 중국 황제의 양자로 만든다. 그 도중 테메레르는 중국 용에 비해 영국 용의 대우가 열악하다는 것을 깨닫고, 용의 권리 신장을 결심한다. 그 도중 리엔과 테메레르의 싸움 중에 용싱이 죽자, 리엔은 영국과 테메레르에 대한 복수를 결심한다.

### 3부. 흑색화약전쟁
테메레르의 비행사인 윌리엄 로렌스가 황제의 양자의 입적이 완료되고 영국에서 오스만투르크 제국에서 용알 3개를 받아오라는 명령을 받는다. 중국에서 육로로 오스만투르크제국을 들어오지만 영국은 오스만에게 대금을 지불 한적이 없다며 거짓말을 한다. 이는 모두 계략이였고, 오스만투르크제국에서 용알을 훔쳐내기로한 로렌스 일행은 2개의 용알을 훔쳐 프러시아로 향한다. 프러시아는 프랑스와 전쟁중이었고 프러시아는 로렌스일행이 영국에서 온 지원군인줄 안다. 프랑스는 프러시아에게 압승을 거두고 로렌스일행은 프랑스군에 쫓기게 된다. 그 와중에 오스만투르크제국에서 가져온 키지리크 품종의 이스키에르카가 태어나며 그랜비 대위가 비행사가 된다. 이 후 프러시아 육군들을 영국으로 대려오면서 로렌스 일행도 영국에 귀환한다.

### 4부. 상아의 제국
영국으로 돌아온 로렌스 일행 그러나 영국의 용들은 전염으로 모두 격리되어 있다. 로렌스일행과 같이 온 용과 테메레르만이 도버해협을 지킨다. 프랑스에서 정찰용 용이 넘어오면서 싸우게 되는데, 이때 테메레르는 롱윙 품종들의 격리구역으로 들어가게된다. 격리구역에서 테메레르에게는 전염병이 안걸리는 것으로 확인되고 지난 중국으로 가며 전염병을 걸렸을 것이라고 추측한다. 그리고 테메레르와 로렌스는 치료약을 찾으러 아프리카로 향한다.
하지만 아프리카에서 가까스로 찾은 대왕버섯치료제가 아주 많이 자라는 동굴에서 따고 용들을 잠깐 돌려보내고 사람들끼리 작업을 하던 도중
밖에서 수상한 소리가 들려 밖을 실피니 아프리카의 유럽인에게 적대적인 츠와나족남성들이 있었는데 결국 포로로 붙잡히고 만다.
다행히도 일행에 츠와나족이었지만 노예로 잡혀왔더 에라스무스 목사 부인이 있어 죽음은 면하게 된다.
그리고 용들이 떠난 상황에서 일행은 감옥(원통형 산에 굴을 파 아래로도 위로도 올라가지 못하게 돌도 다 깎아 놓은 굴식 감옥)에서 시간을 보내던 도중 릴리(롱윙Longwing품종으로 독을 뿜을 수 있으며 거의 산에 가까워 바위도 녹인다),테메레르가 구하러와 결국 탈출한다. 이들은 전염병 치료제를 들고 영국에 돌아온다. 그러나 로렌스는 이 전염병을 프랑스 용들에게 감염시키려는 정부의 뜻을 알게되고, 이를 테메레르에게 전한다. 테메레르는 그럴수 없다며 로렌스와 함께 치료제를 들고 프랑스로 날아간다.

### 5부. 독수리의 승리
아프리카에서부터 영국으로 귀환한 로렌스와 테메레르는 영국 공군이 확보한 전염병 치료제인 버섯을 프랑스 공군에 전달했다는 이유로 로렌스는 공군에서 추방됨과 같이 사형을 선고받고, 테메레르는 용 사육장으로 옮겨진다. 그 사이 프랑스 공군 소속 용들이 회복돼서 나폴레옹은 전군을 동원해 영국을 침략하고 영국 상륙에 성공한다. 하지만 로렌스와 테메레르의 필요성을 알아차린 제인 롤랜드 대장의 도움으로 로렌스는 가석방되고 테메레르와 같이 용 민병대를 이끌고 영국에 상륙한 프랑스군과 전투를 벌인다. 프랑스 군을 영국에서 몰아낸 후 로렌스와 테메레르는 그동안의 약간의 성과로 형이 감량되어 뉴사우스웨일스 식민지로 유배된다.

### 6부. 큰바다뱀들의 바다
뉴사우스웨일스 식민지에 도착한 테메레르와 로렌스는 같이 수송선을 타고 온 그랜비와 이스키에르카와 식민지로 배치된 제레미 랜킨 대령과 식민지 개척 사업에 투입된다. 수백 명의 죄수들과 용들을 동원해 오스트레일리아 섬을 횡단한 로렌스와 테메레르는 와이키키 족의 영토에서 중국 본토와 교역을 하는 중국 상인들과 그들이 무역품 수송 수단으로 사용하는 큰바다뱀들과 조우한다. 하지만 영국 정부의 오해와 동행한 영국인들과 중국인들간의 마찰로 인해 시드니로 귀환한다. 로랜스와 테메레르는 그 후 그들이 점찍어논 골짜기에서 누각 건설에 착수한다.

### 7부. 황금의 도시
영국 정부의 판단에 의해 로랜스와 테메레르는 영국 공군에 대령으로 복귀하게 된다. 로랜스 일행은 포르투갈과 영국의 우호 관계와 동맹을 위해 포르투갈령 브라질로 출발하지만 가는 도중에 용 수송선 얼리전스 호가 침몰하여 많은 유능한 인재,선원을 잃고 갖은 고생 후 잉카의
해안에 도착한 일행은들은 이스키에르카의 그랜비 황제 음모와,잉카용과의 한판 싸움으로 노예도 해방시키고 여황도 만났다.
하지만 나폴레옹이 여황과 결혼을 하자 마음이 바뀐 여황은 일행을 추적해 벌하려했지만 일행은 가까스로 잉카를 통과해 프랑스 용수송선을
빼앗아 중국으로 가게 된다

### 8부. 폭군의 피
현재 출간이 되었고 배경을 러시아로 하여 테매레르 일행은 나폴레옹을 만나 3잘란
(약 300마리)의용으로 저지하는데 성공한다. 그러나 사육장의 굶주린 용들은 일행의
부대의 보급품과식량을 약탈하고 망가뜨린다.그로인해 일행의 부대는 또다시 위기에
처하게 된다.거기에 엎친데 덮친 격으로 추장군(중국의 용장군)과 많은 용이 다치고
식량도 부족하자 제2잘란은 돌아가기로 한다.그 상황에서 러시아도 청국(청나라,중국)
용들이 필요하기에 매우 곤란한데다 차르(황제)까지 함락된 모스크바를 탈환하라하니
더욱 힘든 상황에서 테매레르와 임시총사령관 룽자오리엔은 꾀를 내어 빠져나오게 된다.